# 꼬마저빌
꼬마저빌(Gerbillus pusillus)은 황무지쥐아과에 속하는 설치류의 일종이다. 남수단과 에티오피아 남서부, 케냐, 탄자니아에 주로 분포한다.